# Aiguillon (Lot-et-Garonne)
Pour les articles homonymes, voir Aiguillon.
Aiguillon est une commune du Sud-Ouest de la France, située dans le département de Lot-et-Garonne (région Nouvelle-Aquitaine).

## Géographie

### Localisation
Bastide située dans l'Agenais, en Guyenne, au confluent du Lot et de la Garonne, et non loin du confluent de la Baïse et de la Garonne entre Agen et Tonneins.

### Communes limitrophes
Les communes limitrophes sont  Bourran, Buzet-sur-Baïse, Galapian, Lagarrigue, Monheurt, Nicole, Port-Sainte-Marie, Saint-Léger et Thouars-sur-Garonne.
| Monheurt        | Nicole              | Bourran                       |
| Saint-Léger     | Aiguillon           | Galapian                      |
| Buzet-sur-Baïse | Thouars-sur-Garonne | Lagarrigue, Port-Sainte-Marie |

### Climat
Pour des articles plus généraux, voir Climat de la Nouvelle-Aquitaine et Climat de Lot-et-Garonne.
Historiquement, la commune est exposée à un climat océanique aquitain.
En 2020, Météo-France publie une typologie des climats de la France métropolitaine dans laquelle la commune est exposée à un climat océanique altéré et est dans la région climatique Aquitaine, Gascogne, caractérisée par une pluviométrie abondante au printemps, modérée en automne, un faible ensoleillement au printemps, un été chaud (19,5 °C), des vents faibles, des brouillards fréquents en automne et en hiver et des orages fréquents en été (15 à 20 jours).
Pour la période 1971-2000, la température annuelle moyenne est de 13,1 °C, avec une amplitude thermique annuelle de 15,4 °C. Le cumul annuel moyen de précipitations est de 696 mm, avec 9,8 jours de précipitations en janvier et 5,9 jours en juillet. Pour la période 1991-2020, la température moyenne annuelle observée sur la station météorologique la plus proche, située sur la commune de Prayssas à 13 km à vol d'oiseau, est de 13,9 °C et le cumul annuel moyen de précipitations est de 815,5 mm,. Pour l'avenir, les paramètres climatiques de la commune estimés pour 2050 selon différents scénarios d’émission de gaz à effet de serre sont consultables sur un site dédié publié par Météo-France en novembre 2022.

## Urbanisme

### Typologie
Au 1er janvier 2024, Aiguillon est catégorisée bourg rural, selon la nouvelle grille communale de densité à sept niveaux définie par l'Insee en 2022.
Elle appartient à l'unité urbaine d'Aiguillon, une agglomération intra-départementale regroupant deux communes, dont elle est ville-centre,,. La commune est en outre hors attraction des villes,.

### Occupation des sols

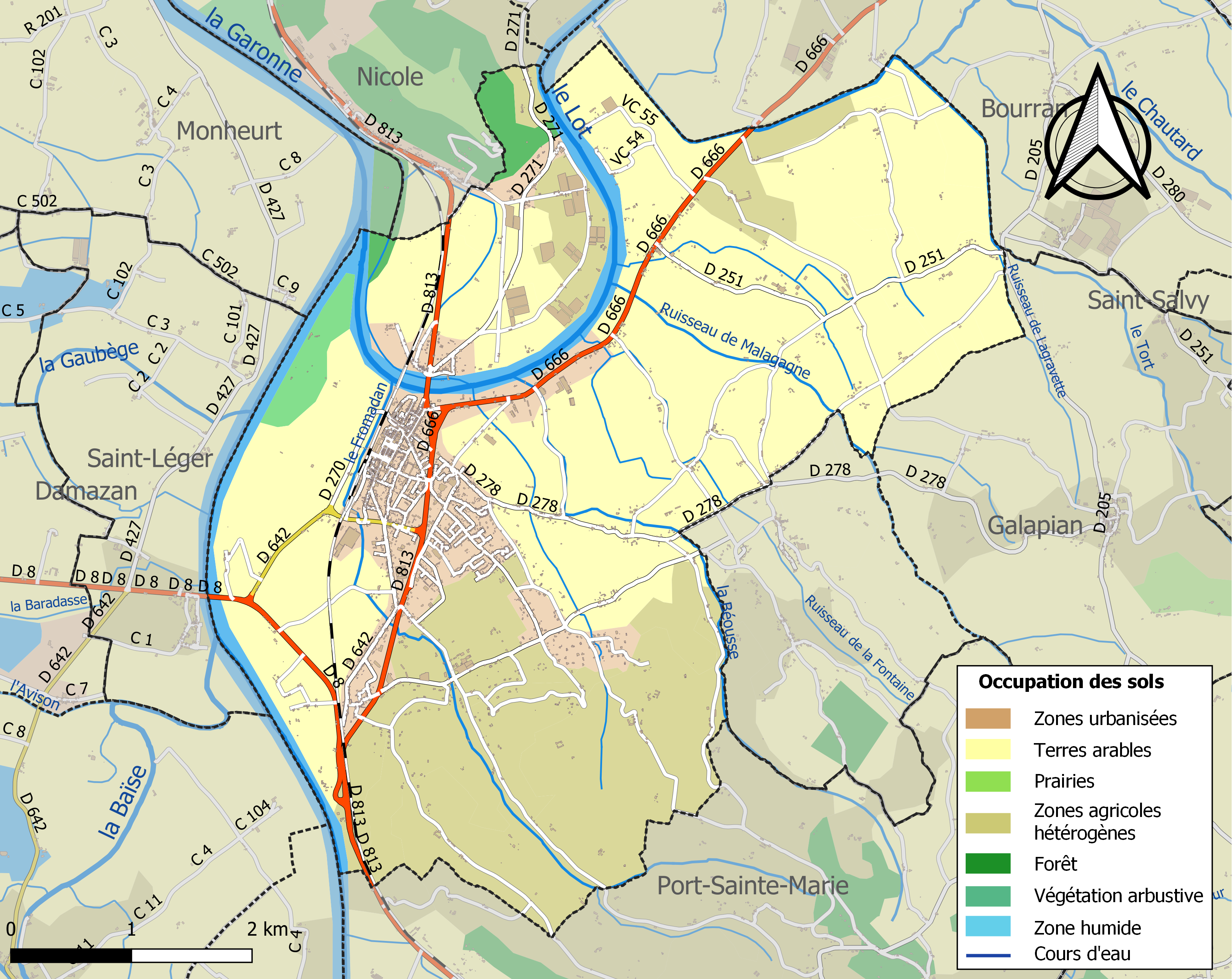
Carte des infrastructures et de l'occupation des sols de la commune en 2018 (CLC).

L'occupation des sols de la commune, telle qu'elle ressort de la base de données européenne d’occupation biophysique des sols Corine Land Cover (CLC), est marquée par l'importance des territoires agricoles (82,4 % en 2018), en diminution par rapport à 1990 (86,7 %). La répartition détaillée en 2018 est la suivante : terres arables (47,1 %), zones agricoles hétérogènes (27,3 %), zones urbanisées (10,8 %), cultures permanentes (8 %), eaux continentales (4,5 %), milieux à végétation arbustive et/ou herbacée (1,2 %), forêts (1,1 %). L'évolution de l’occupation des sols de la commune et de ses infrastructures peut être observée sur les différentes représentations cartographiques du territoire : la carte de Cassini (XVIIIe siècle), la carte d'état-major (1820-1866) et les cartes ou photos aériennes de l'IGN pour la période actuelle (1950 à aujourd'hui).

### Risques majeurs
Le territoire de la commune d'Aiguillon est vulnérable à différents aléas naturels : météorologiques (tempête, orage, neige, grand froid, canicule ou sécheresse), inondations, mouvements de terrains et séisme (sismicité très faible). Il est également exposé à deux risques technologiques, le transport de matières dangereuses et la rupture d'un barrage. Un site publié par le BRGM permet d'évaluer simplement et rapidement les risques d'un bien localisé soit par son adresse soit par le numéro de sa parcelle.

#### Risques naturels
Certaines parties du territoire communal sont susceptibles d’être affectées par le risque d’inondation par débordement de cours d'eau, notamment la Garonne, le Lot et le Chautard . La commune a été reconnue en état de catastrophe naturelle au titre des dommages causés par les inondations et coulées de boue survenues en 1982, 1990, 1992, 1993, 1999, 2009 et 2021,.
Les mouvements de terrains susceptibles de se produire sur la commune sont des affaissements et effondrements liés aux cavités souterraines (hors mines), des glissements de terrain et des tassements différentiels. Afin de mieux appréhender le risque d’affaissement de terrain, un inventaire national permet de localiser les éventuelles cavités souterraines sur la commune.

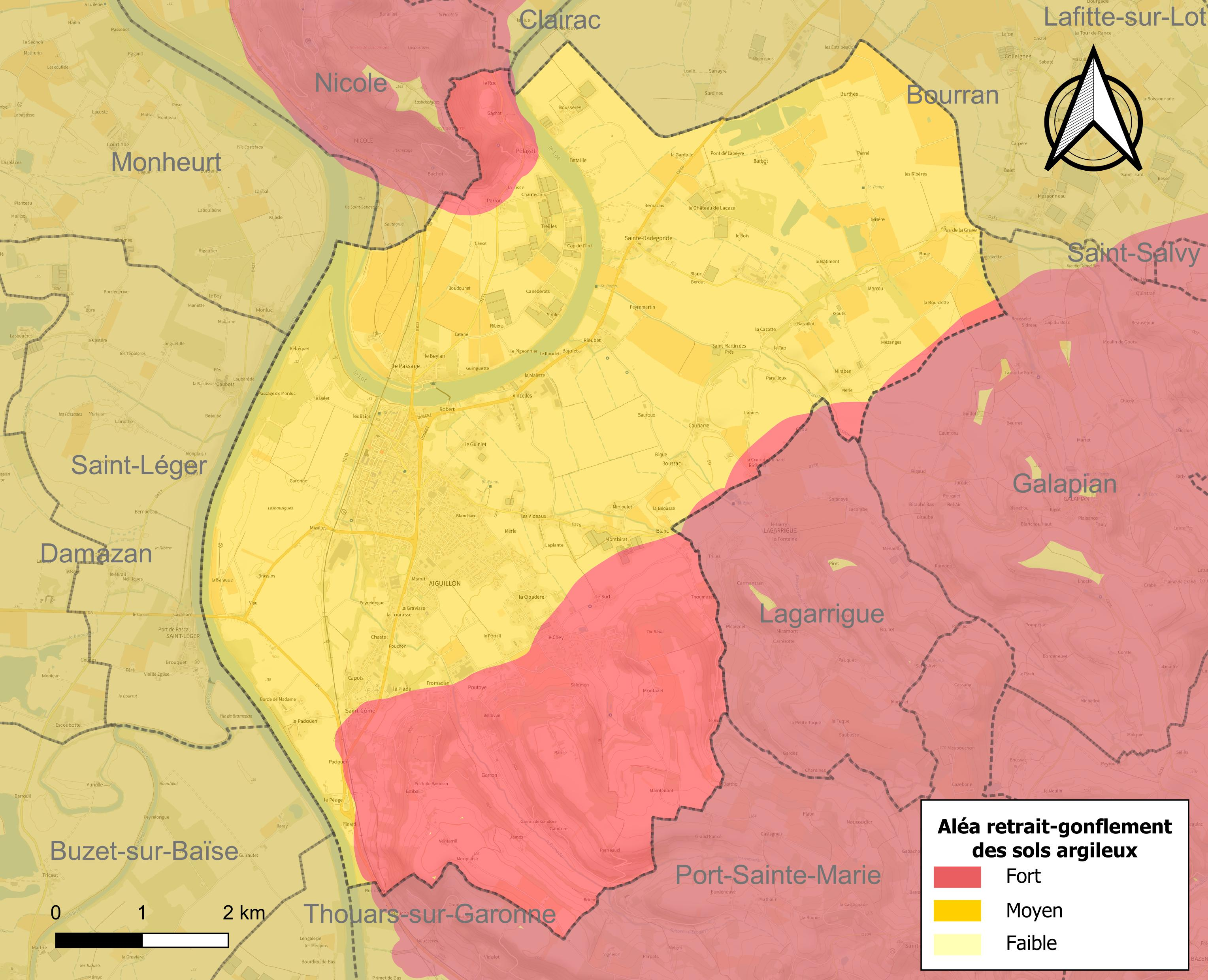
Carte des zones d'aléa retrait-gonflement des sols argileux d'Aiguillon.

Le retrait-gonflement des sols argileux est susceptible d'engendrer des dommages importants aux bâtiments en cas d’alternance de périodes de sécheresse et de pluie. La totalité de la commune est en aléa moyen ou fort (91,8 % au niveau départemental et 48,5 % au niveau national). Depuis le 1er octobre 2020, en application de la loi ELAN, différentes contraintes s'imposent aux vendeurs, maîtres d'ouvrages ou constructeurs de biens situés dans une zone classée en aléa moyen ou fort,.
Concernant les mouvements de terrains, la commune a été reconnue en état de catastrophe naturelle au titre des dommages causés par la sécheresse en 2003, 2005, 2006, 2012 et 2017 et par des mouvements de terrain en 1999.

#### Risque technologique
La commune est en outre située en aval des barrages de Grandval dans le Cantal et de Sarrans en Aveyron, des ouvrages de classe A. À ce titre elle est susceptible d’être touchée par l’onde de submersion consécutive à la rupture de cet ouvrage.

## Histoire

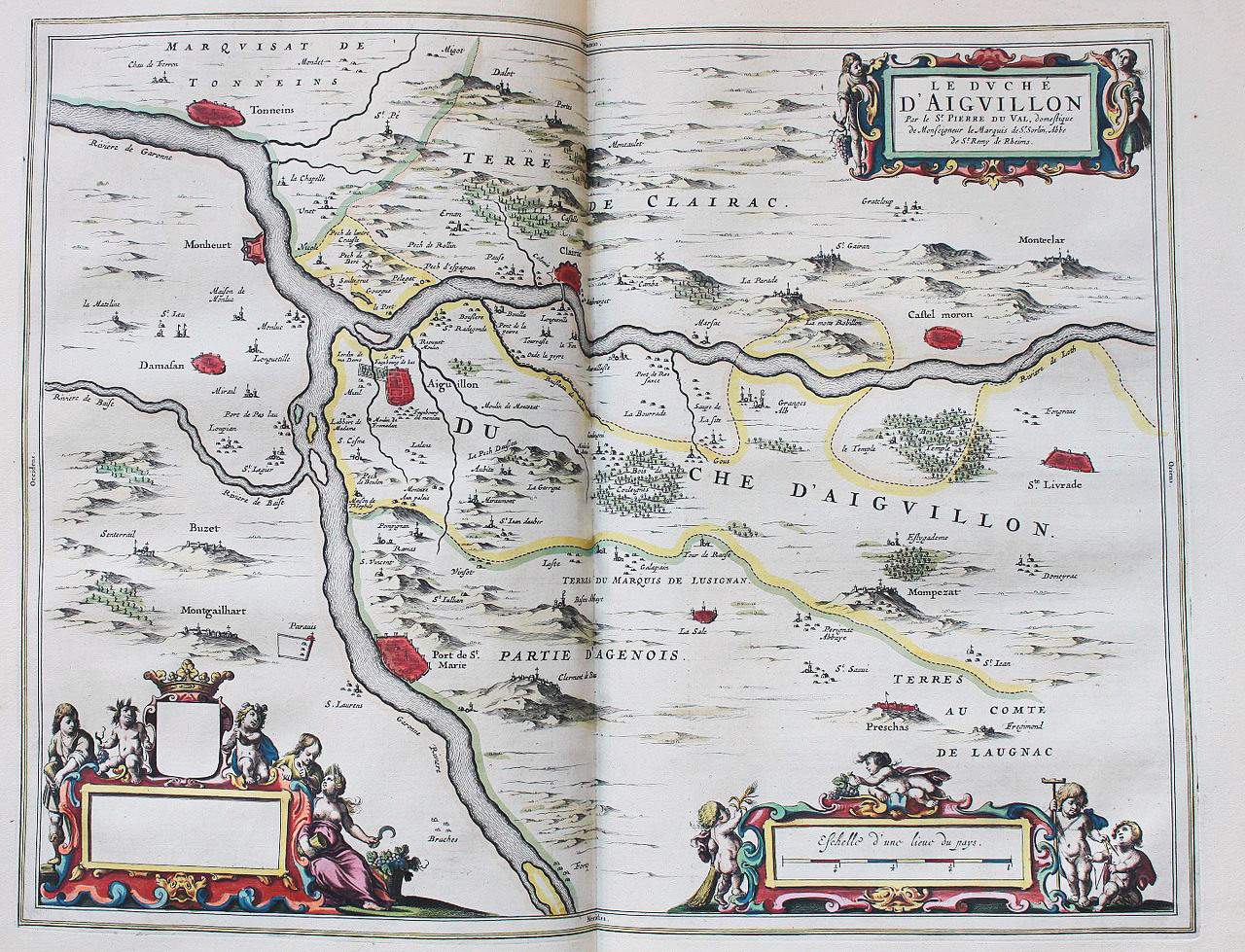
Le Duche D'Aiguillon. Geographia Blaviana. - Amsterdam: Johannes Blaeu, 1659.

En 1345-1346 pendant la guerre de Cent Ans, la ville, alors à la couronne d'Angleterre, est assiégée par le duc Jean de Normandie. Le 3 août 1346, sur ordre de Philippe VI il abandonne le siège d'Aiguillon et marche le plus rapidement possible sur Paris afin de défendre la ville et les environs des attaques d'Édouard III.
Aiguillon n'avait autrefois que le titre de baronnie. Le roi Henri IV par ses lettres données à Blois au mois d'août 1599, registrées au parlement de Paris le 2 mars 1600, érigea les baronnies d'Aiguillon, Montpezat, Sainte-Livrade et Dolmayrac en duché-pairie en faveur d'Henri de Lorraine, fils aîné de Charles de Lorraine, duc de Mayenne, pair de France, et de ses successeurs et ayants cause. Ce duché et pairie fut éteint par son décès sans enfant, le 20 septembre 1621. Voir Liste des ducs d'Aiguillon
Le duché d'Aiguillon est recréé à plusieurs reprises en 1634 au bénéfice de Antoine de l'Age et en 1638 pour Marie-Madeleine de Vignerot dans la famille de laquelle il restera jusqu'à la Révolution.

## Politique et administration

### Liste des maires
| Période                                  | Période      | Identité                                          | Étiquette    | Qualité                                                                           |
| ---------------------------------------- | ------------ | ------------------------------------------------- | ------------ | --------------------------------------------------------------------------------- |
| 1799                                     | 1807         | Simon-Pierre Merle de Massonneau                  |              |                                                                                   |
| 1807                                     | 1814         | Jean Antoine Merle-Massoneau                      |              |                                                                                   |
| 1815                                     | 1815         | Bernard Nugue de Lille                            |              |                                                                                   |
| 1817                                     | 1830         | Jean-Symphorien Turpin                            |              |                                                                                   |
| 1838                                     | 1850         | Bernard Nugue de Lille                            |              |                                                                                   |
| 1850                                     | 1870         | Léonard-Antoine-Saint-Germain Merle de Massonneau |              |                                                                                   |
| 1870                                     | 1871         | Charles Charbouneau                               |              |                                                                                   |
| 1871                                     | 1878         | Louis Cabrié                                      |              |                                                                                   |
| 1878                                     | 1885         | Charles Charbouneau                               |              |                                                                                   |
| 1885                                     | 1889         | Jean Buffandeau                                   |              |                                                                                   |
| 1889                                     |              | Ferdinand Grimard                                 |              |                                                                                   |
|                                          |              |                                                   |              |                                                                                   |
| 1945                                     | 1953         | Étienne Lyonnaz                                   |              |                                                                                   |
| 1953                                     | 1977         | Louis Jamet                                       | RGR puis DVD |                                                                                   |
| 1977                                     | 1994         | Pierre Espiau                                     | PS           |                                                                                   |
| 1994                                     | juin 1995    | Bernard Dèche                                     | PS           |                                                                                   |
| juin 1995                                | mars 2008    | Pierre Polivka                                    | UDF          | Inspecteur général de l'Éducation nationale                                       |
| mars 2008                                | juillet 2020 | Jean-François Sauvaud                             | PS           | Professeur d'histoire et géographie                                               |
| juillet 2020                             | mars 2021    | Christian Girardi                                 | LR           | Agriculteur                                                                       |
| mars 2021                                | avril 2021   | Délégation spéciale                               |              | Représentée par Francis Soutric, Max Martineu et Philippe Dupouts                 |
| avril 2021                               | En cours     | Christian Girardi                                 | LR           | Agriculteur Réélu à la suite de l'élection municipale partielle du 25 avril 2021. |
| Les données manquantes sont à compléter. |              |                                                   |              |                                                                                   |

### Politique de développement durable
La ville a engagé une politique de développement durable en lançant une démarche d'Agenda 21 en 2006.

## Population et société

### Démographie
L'évolution du nombre d'habitants est connue à travers les recensements de la population effectués dans la commune depuis 1793. Pour les communes de moins de 10 000 habitants, une enquête de recensement portant sur toute la population est réalisée tous les cinq ans, les populations de référence des années intermédiaires étant quant à elles estimées par interpolation ou extrapolation. Pour la commune, le premier recensement exhaustif entrant dans le cadre du nouveau dispositif a été réalisé en 2006.

En 2022, la commune comptait 3 983 habitants, en évolution de −8,79 % par rapport à 2016 (Lot-et-Garonne : −0,18 %, France hors Mayotte : +2,11 %).
| 1793  | 1800  | 1806  | 1821  | 1831  | 1836  | 1841  | 1846  | 1851  |
| ----- | ----- | ----- | ----- | ----- | ----- | ----- | ----- | ----- |
| 3 280 | 3 037 | 3 541 | 4 010 | 4 080 | 3 919 | 4 079 | 3 994 | 4 020 |

| 1856  | 1861  | 1866  | 1872  | 1876  | 1881  | 1886  | 1891  | 1896  |
| ----- | ----- | ----- | ----- | ----- | ----- | ----- | ----- | ----- |
| 4 173 | 3 781 | 3 876 | 3 577 | 3 596 | 3 370 | 3 160 | 3 119 | 3 094 |

| 1901  | 1906  | 1911  | 1921  | 1926  | 1931  | 1936  | 1946  | 1954  |
| ----- | ----- | ----- | ----- | ----- | ----- | ----- | ----- | ----- |
| 2 988 | 2 886 | 2 811 | 2 597 | 2 748 | 2 644 | 2 778 | 3 002 | 3 135 |

| 1962  | 1968  | 1975  | 1982  | 1990  | 1999  | 2006  | 2011  | 2016  |
| ----- | ----- | ----- | ----- | ----- | ----- | ----- | ----- | ----- |
| 3 409 | 3 754 | 3 867 | 4 121 | 4 169 | 4 219 | 4 325 | 4 283 | 4 367 |

| 2021  | 2022  | - | - | - | - | - | - | - |
| ----- | ----- | - | - | - | - | - | - | - |
| 4 118 | 3 983 | - | - | - | - | - | - | - |

## Culture locale et patrimoine

### Lieux et monuments

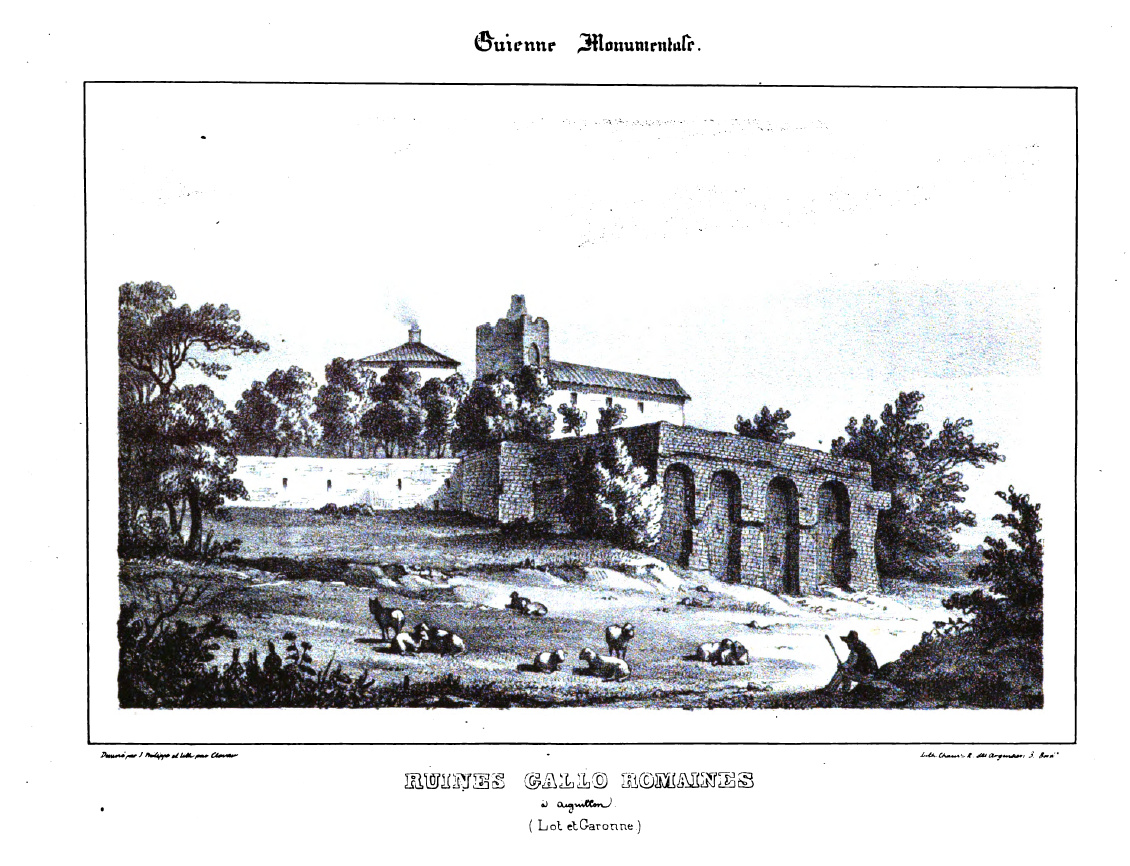
Ruines gallo-romaines en 1842

- Château d'Aiguillon construit par les ducs d'Aiguillon : 2e moitié du XVIIIe siècle, anciennement résidence ducale puis magasin des tabacs au début du XXe siècle, et restauré en 1958 pour devenir le lycée Stendhal[30]. Le château est précédé d'une place encadrée des anciens communs, côté droit en regardant le château, et du pavillon de la Comédie, côté gauche, inauguré en 1780[31].
- Caves gallo-romaines[32] (privées) : il s'agit de vastes entrepôts gallo-romains appelés horrea et destinés au stockage de marchandises qui devaient transiter par le fleuve la Garonne. Ces caves sont au nombre de trois, deux sont encore accessibles. Elles sont voûtées et construites en opus vittatum alternant des assises de petit appareil et de briques. L'ensemble réalise un vaste monument cubique de 20 mètres de côté et de 12 mètres de hauteur rigidifié dans sa partie ouest par des grands contreforts. Ces caves font partie d'un vaste monument de 80 mètres de longueur dont une partie a servi de substruction au château de Lunac (XIIe siècle)[33]
- Château de Lunac[34],[35].
- Mur du Ravelin (fortifications) : le mur du Ravelin est une fortification récente de la ville érigé à l'est du bourg au XVe siècle. Ce mur était destiné à la protection du secteur est, une partie de l'actuel "quartier du Lot", après qu'un des bras du Lot qui passait au bas d'Aiguillon, se fut retiré. Ce mur était flanqué de deux tours à ses extrémités. L'une d'entre elles, à l'extrémité sud du mur, a servi d'assise pour l'édification de la sénéchaussée d'Aiguillon au XVIIe siècle.
- Musée Raoul-Dastrac[36], ancienne chapelle Notre-Dame-du-Lot, construite dans le deuxième quart du XIXe siècle sur un terrain donné en 1835 par madame Catherine Larbez[37]. L'église a été restaurée en 1896 d'après une plaque placée dans l'église Saint-Félix. La façade est peut-être un réemploi de la façade de l'église Saint-Félix avant sa reconstruction. La chapelle a été désaffectée. Elle a été transformée en salle d'exposition en 1988, dite Musée Raoul-Dastrac.
- Médiathèque du Confluent[38]; 68 rue Gambetta. Un premier corps de bâtiment porte la date de 1590. Un deuxième corps de bâtiment a dû être construit après 1637 quand Richelieu a acheté le duché d'Aiguillon pour sa nièce et y a installé le présidial d'Aiguillon ou parlement de justice.
- Église Saint-Félix, reconstruite en 1858 dans le style néogothique d'après les plans de l'architecte bordelais Gustave Alaux. L'église a été consacrée en octobre 1861. L'église possède un orgue de Jules Magen, inauguré en décembre 1877. Les vitraux sont réalisés entre 1859 et 1860 par Joseph Villiet[39]. Elle est inscrite à l'Inventaire général du patrimoine culturel[40].
- Église Saint-Côme, à Saint-Côme, inscrite au titre des monuments historiques en 1925[41],[42].
- Église Saint-Vincent, dite des Gouts, construite au XVe siècle, restaurée en 1762-1764 par André Mollié[43].
- Église Sainte-Radegonde[44] reconstruite à partir de 1824. La décoration néo-classique a été terminée en 1829. Elle est inscrite à l'Inventaire général du patrimoine culturel[45].
- Église Notre-Dame, dite chapelle de Pélagat[46] se trouvant dans une boucle du Lot avant la confluence. Le site présente des traces de constructions gallo-romaines. L'église a été restaurée en 1875. Le décor peint a été réalisé par le peintre Jean-Bertrand Quérillac (1828-1893).
- Église du couvent des Carmes. Le couvent des Carmes est devenu la mairie[47], l'église a été transformée en salle de spectacle. La façade avait été reconstruite en 1786. Le couvent des Carmes est transformé en locaux municipaux. Un incendie se déclare dans la mairie en 1922. La charpente sculptée de l'église a alors disparu[48]. L'église est restaurée en 1924 suivant les plans de l'architecte Georges Pujol et transformée en salle de spectacle[49].
- La Tourasse : monument circulaire plein, la pile de La Tourasse était un monument funéraire érigé à proximité d'une nécropole gallo-romaine et certainement au bord de la voie romaine d'Agen à Bordeaux. Ce monument a fait l'objet d'une restauration en 2001, après avoir été libéré d'une construction moderne dans laquelle il était englobé depuis plus d'un siècle. Il figure désormais au sein d'un jardin d'agrément.
- Gare d'Aiguillon construite pour la compagnie des chemins de fer du Midi par les architectes Georges Bourrières et Léopold Payen[50].
- Pont Napoléon Ier dont la construction avait été décidé par Napoléon Ier lors de sa visite dans la région en 1808. Il a été construit sous la direction de l'ingénieur des ponts et chaussées Jacques-Samuel de Bourrousse de Laffore entre 1813 et 1827[51],[52].

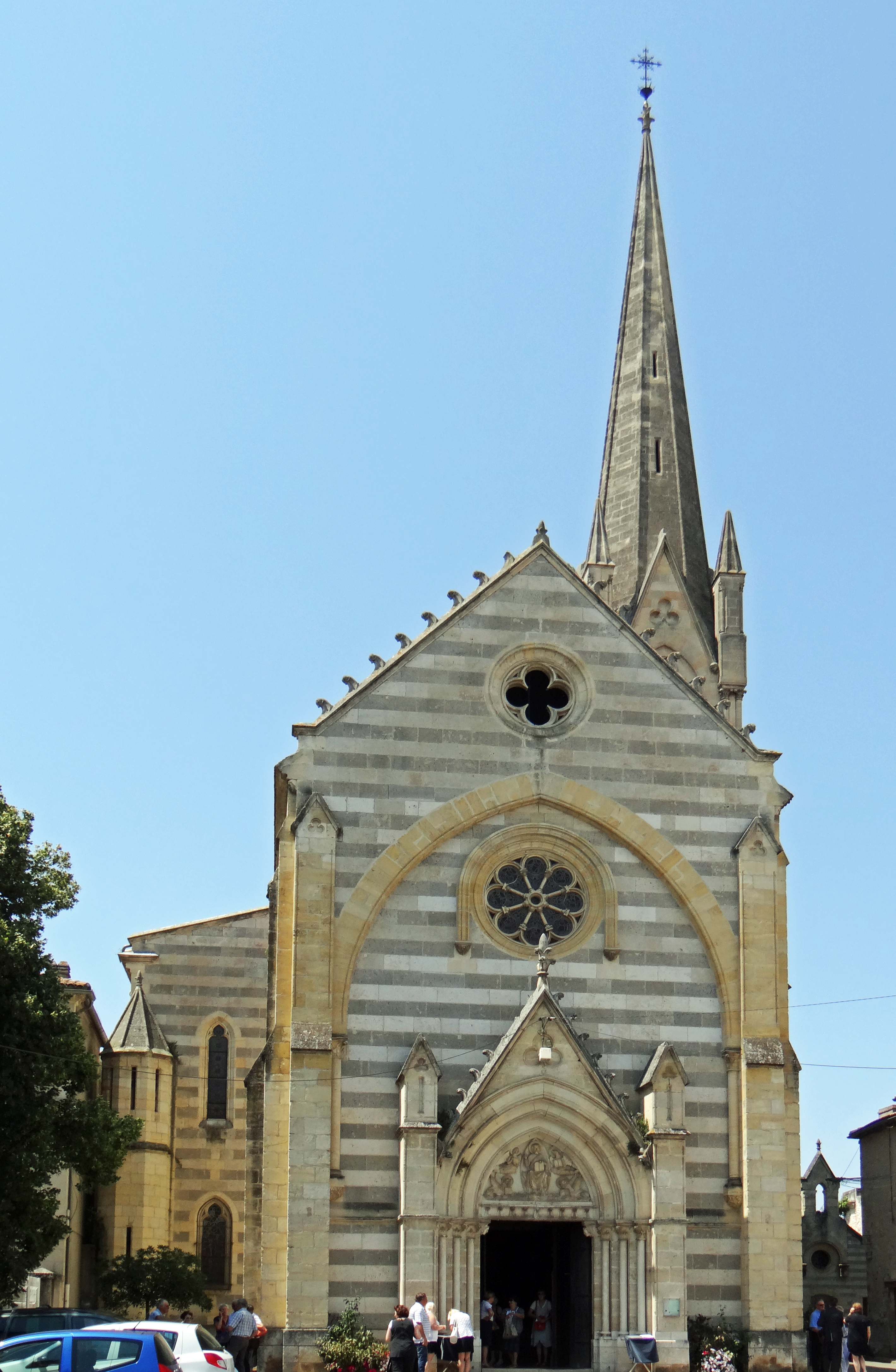
Église Saint-Félix.
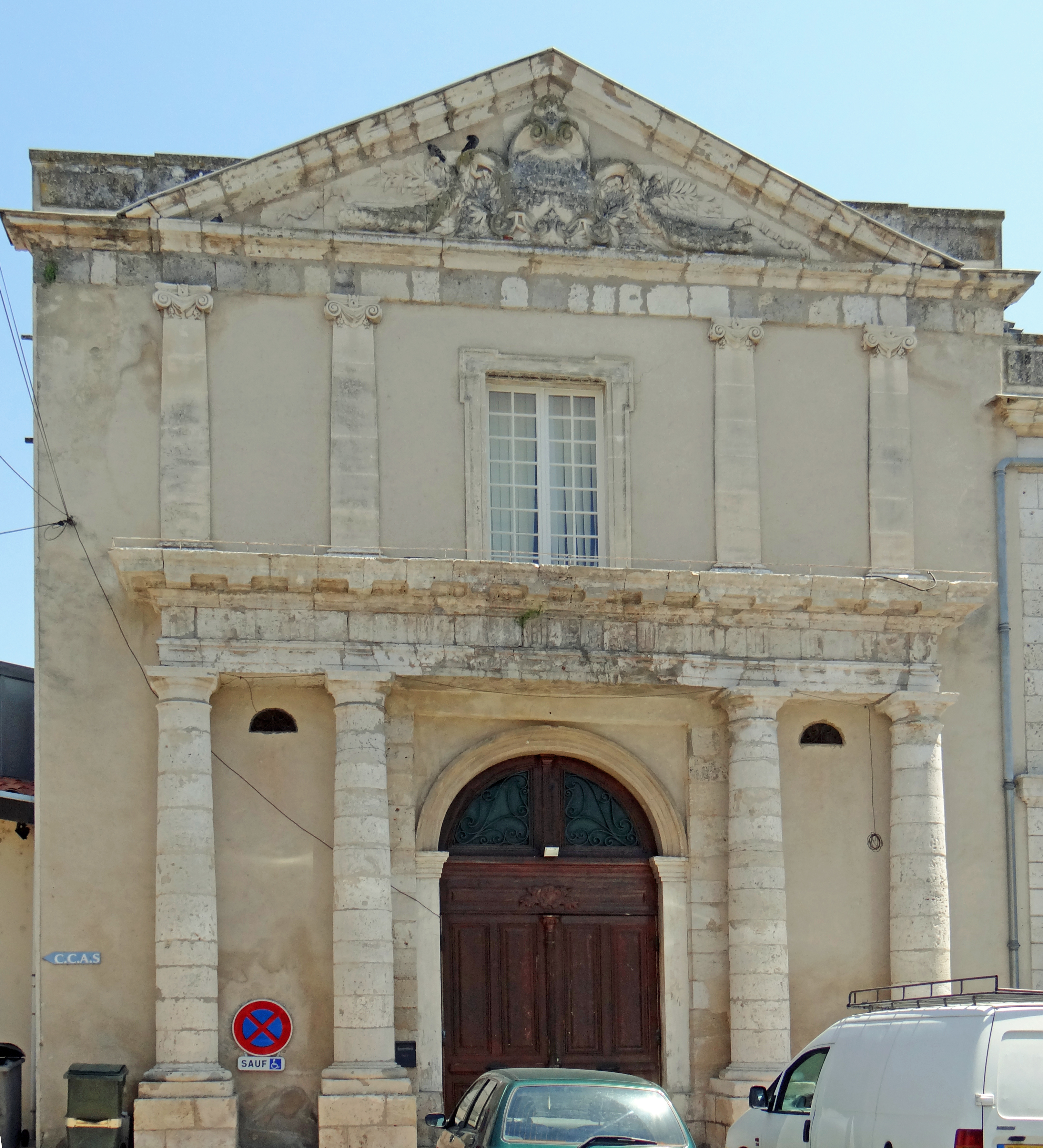
Façade de l'ancienne église des Carmes.
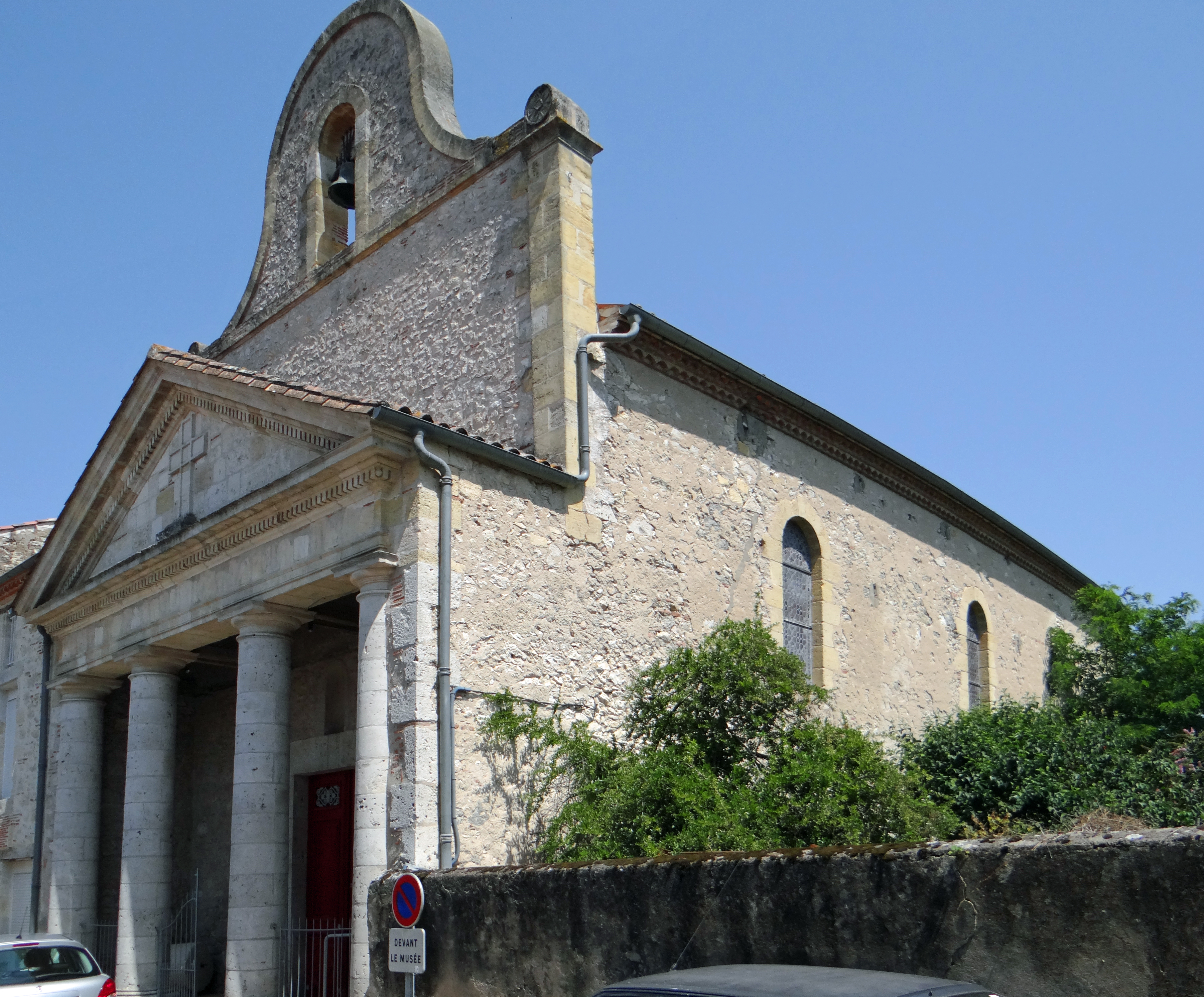
Musée Raoul-Dastrac avec la façade de l'ancienne église Saint-Félix.
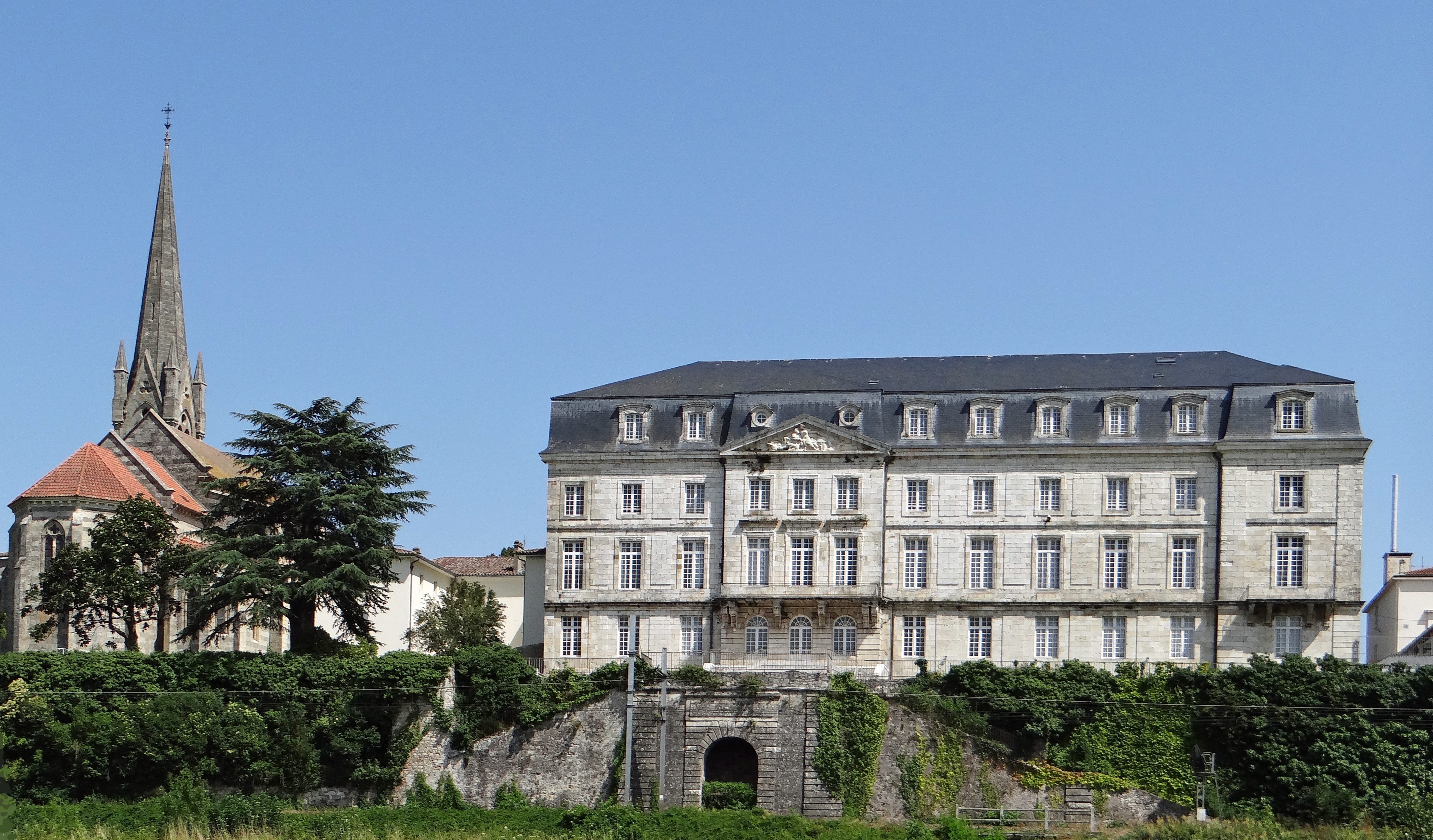
Le château d'Aiguillon et le chevet de l'église Saint-Félix.
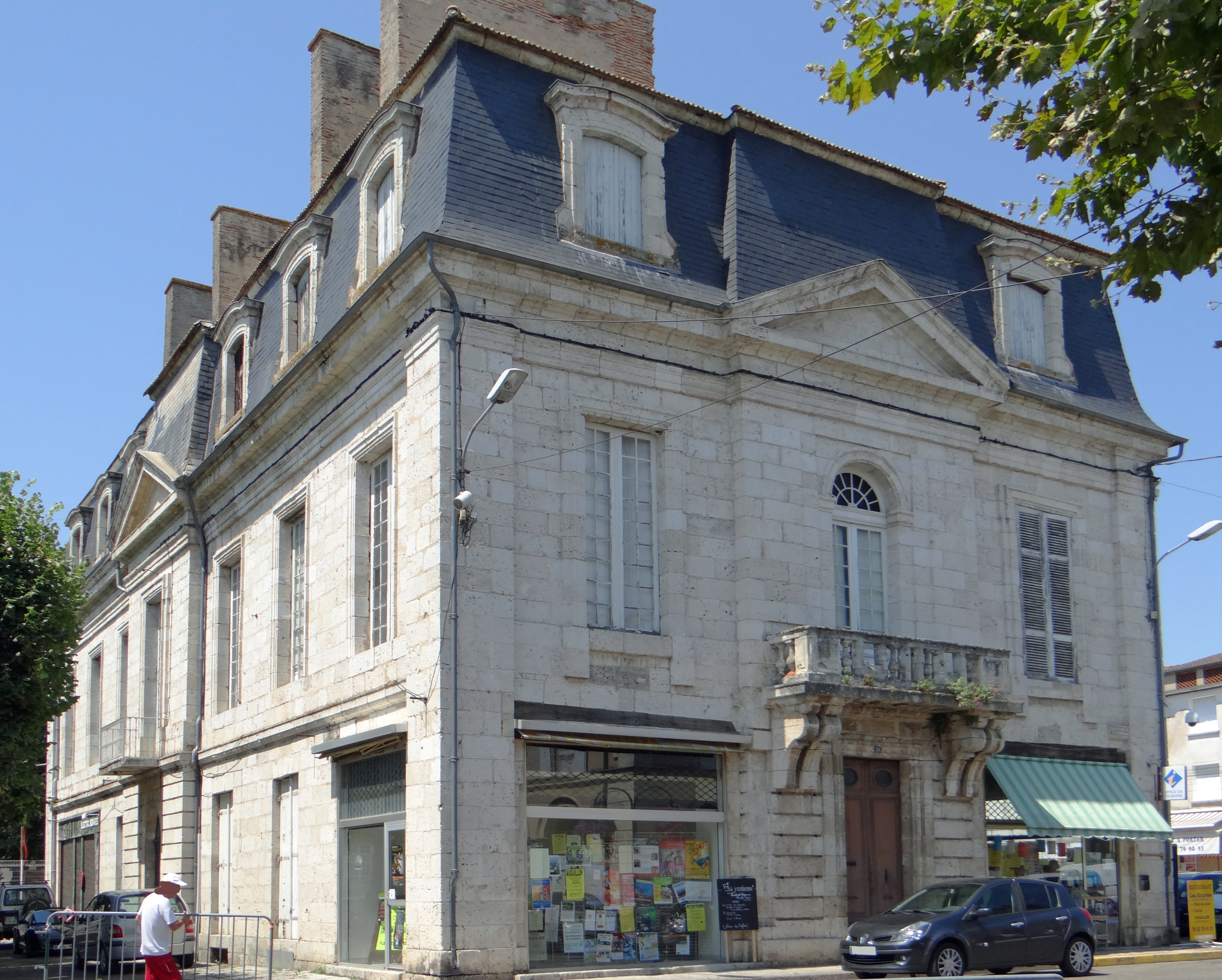
Les anciens communs du château d'Aiguillon.
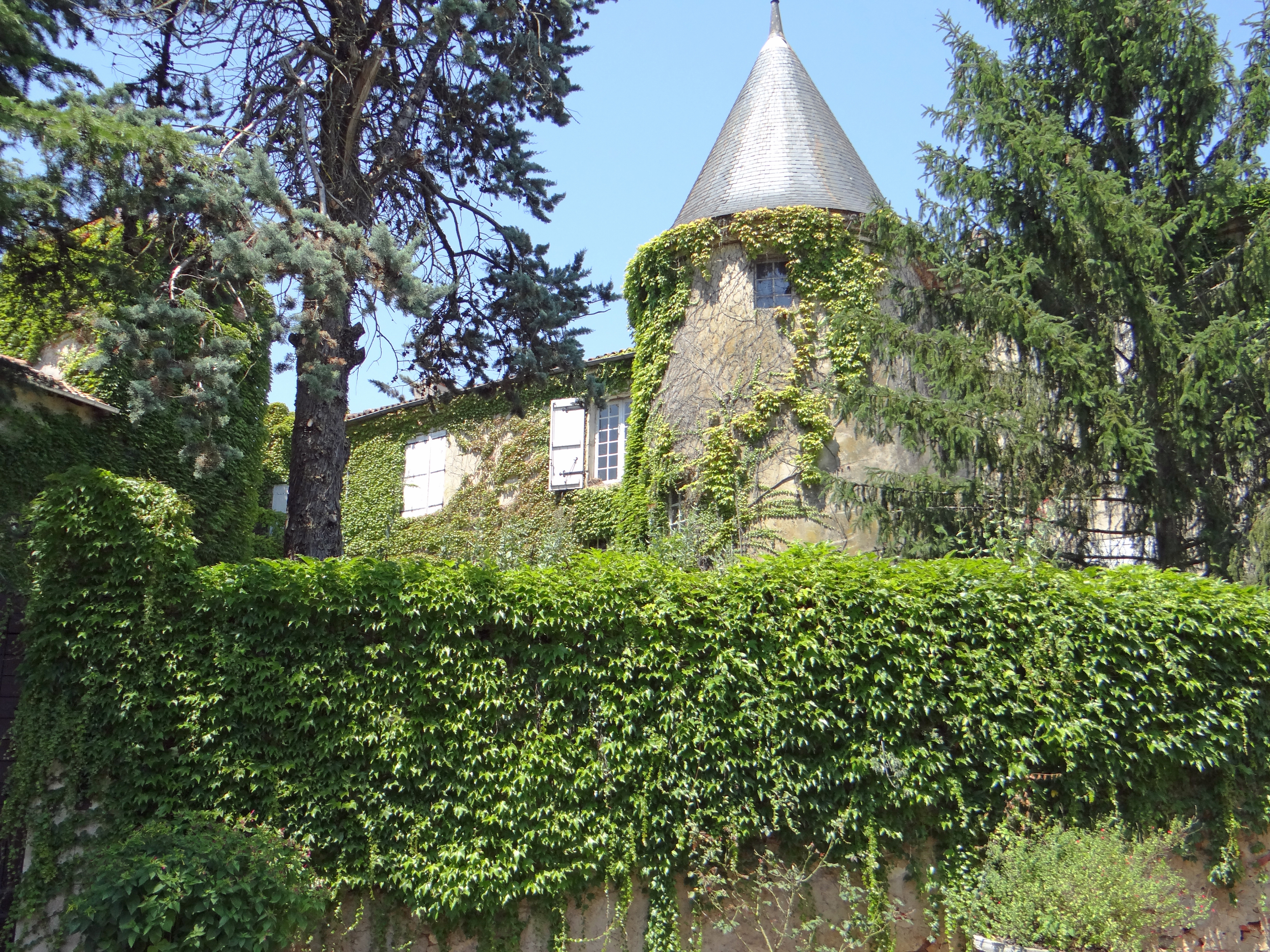
Château de Lunac.
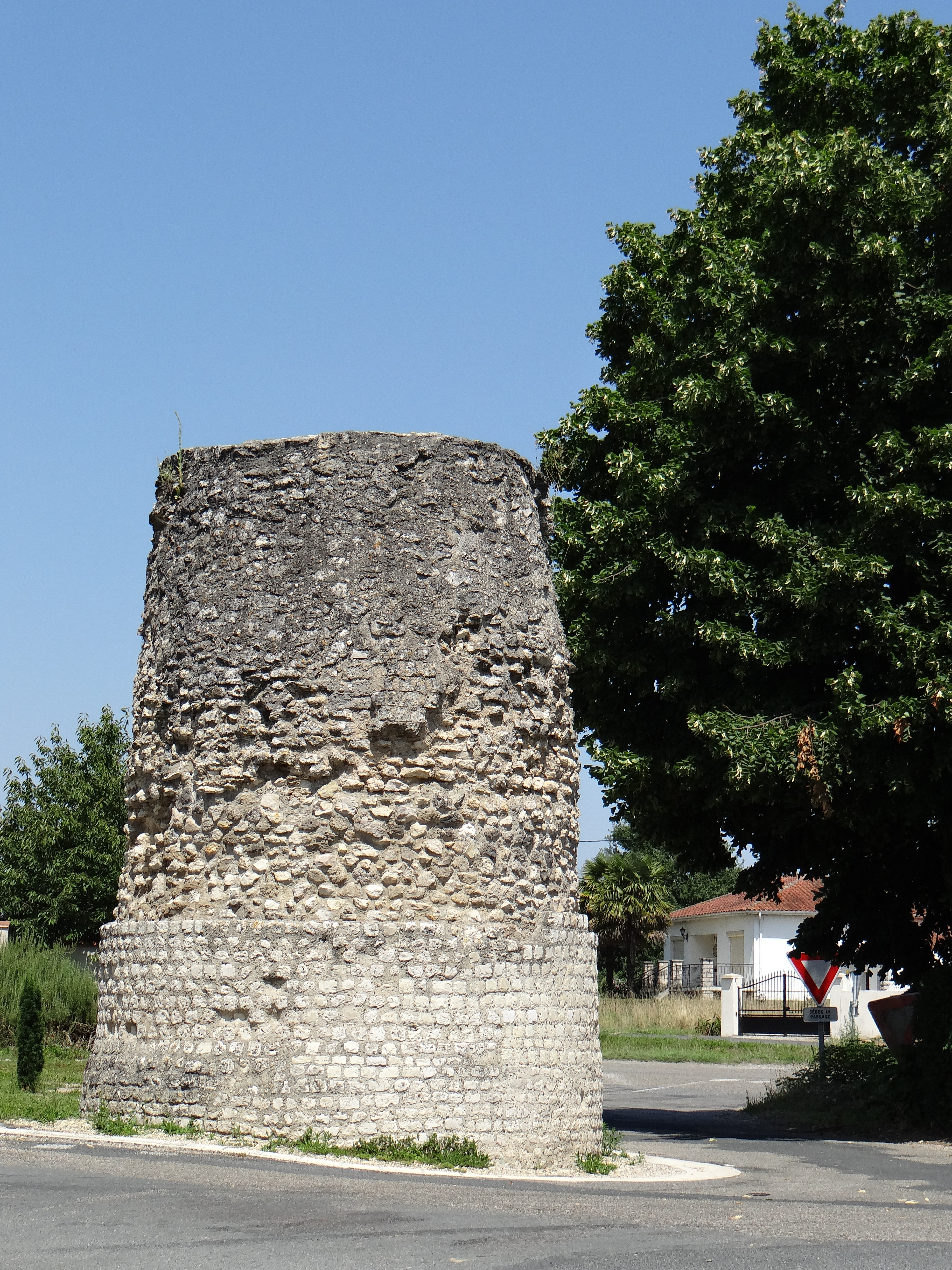
Pile gallo-romaine de la Tourasse.

### Personnalités liées à la commune
- Liste des ducs d'Aiguillon
- Stendhal, écrivain : lors d'un voyage, il fut impressionné par le château ducal d'Aiguillon. Dans Le Rouge et le Noir, il fait dire à un personnage : « Nous allons nous fixer au château d’Aiguillon, entre Agen et Marmande. On dit que c’est un pays aussi beau que l’Italie. » C'est la raison pour laquelle le collège et le lycée d'Aiguillon prirent le nom de cet écrivain lorsque le château ruine fut transformé en cité scolaire.
- Henri de Mayenne, duc d'Aiguillon
- Marc de Ranse (1881-1951), compositeur de musique
- Lucien Michard (1903-1985), sextuple champion du monde de cyclisme sur piste
- Marouane Chamakh, footballeur
- Raoul Dastrac (1891-1969), peintre[53]
- Daniel Dubroca : joueur de rugby à XV
- Clément Maurice, scénariste et producteur de cinéma
- Jean-Fernand Audeguil, homme politique, député
- Philippe Sella, rugbymen
- Guy Soulié, astronome.
- Lantelmet d'Aiguillon, troubadour
- Fernand Sabatté, peintre
- Louis Lamarque, peintre
- Robert Merle, écrivain, repose au cimetière d'Aiguillon.

### Héraldique
| Blason de Aiguillon | Blason  | De gueules aux trois bandes d'or.                |
| Blason de Aiguillon | Détails | Le statut officiel du blason reste à déterminer. |

### Divers
- L'astéroïde (1918) Aiguillon est nommé d'après la commune.